# Hoge-dichtheidspolyetheen

HDPE heeft SPI-harscode 2

Hoge-dichtheidspolyetheen (HDPE) of polyetheen met hoge dichtheid (PEHD) is een thermoplastisch polymeer dat wordt geproduceerd uit het monomeer ethyleen.
Het wordt soms 'alkathene' of 'polytheen' genoemd wanneer het wordt gebruikt voor HDPE-buizen. 
Met een hoge verhouding van sterkte tot dichtheid wordt HDPE gebruikt bij de productie van plastic flessen, corrosiebestendige buizen, geomembranen en kunststofhout.
HDPE wordt vaak gerecycled en heeft het nummer "2" als recyclingcode.
In 2008 bereikte de wereldwijde HDPE-markt een volume van meer dan 30 miljoen ton.